# Griveta capnegra
La griveta capnegra (Catharus maculatus) és un ocell de la família dels túrdids (Turdidae).

## Hàbitat i distribució
Habita el sotabosc de la selva pluvial i matolls de les muntanyes des del sud i est de Colòmbia i oest de Veneçuela, cap al sud, a través dels Andes a l'oest i est de l'Equador, Perú i centre i sud-est de Bolívia fins al nord-oest de l'Argentina.